# Così mi butto via
Così mi butto via è il terzo singolo radiofonico estratto dall'album L'angelo della cantante italiana Syria, pubblicato nel 1997.
Gli autori del brano sono Claudio Mattone ed Alberto Salerno.